# دوما (سوريا)
دُوْما (دُوْمَة) هي مدينة من مدن محافظة ريف دمشق في سورية ومركزها الإداري، يَبلغُ عدد سكانها قرابة 110,903 نسمة وهي أكبر مدن غوطة دمشق. تبعد عن دمشق 9 كيلو مترات تقريبًا، وتتبع لها الكثير من المناطق إداريًّا، وفي التاريخ تذكر المصادر أنها تعود إلى الحِقْبة الآرامية، وبها العديد من الآثار والمواقع الأثرية.
ترتبط دوما بالتاريخ العريق لمدينة دمشق، وتنتشر فيها دور العبادة والمساجد، ويَصلُ عدد المساجد فيها إلى أكثر من 80 مسجدًا وجامعًا، منها مساجدُ تاريخية معروفة، إضافة إلى العديد من المباني والمدارس والخانات الأثرية. وأهم مساجدها "المسجد الكبير".
والنسبة إلى دومة في اللغة العربية: دُومِيّ. ويُطلق العامَّة من أهل دوما على أبناء مدينتهم اسم: دُومَانِي، وجمعه دَوامْنِة. 

## تاريخ
كان لدوما دور كبير على مر التاريخ في الدفاع عن دمشق ضد الغزاة وفي نصرة الأقاليم المجاورة حيث كانت مركزاً للمقاومة الشعبية أيام الحصار الصليبي لدمشق كما أنها كانت دربا لتسيير السلاح إلى فلسطين أيام الثورة الكبرى في الثلاثينيات ومعقلا لمقاومي الاستعمار الفرنسي كذلك.
كما تميزت دوما منذ القدم بتاريخها النضالي ضد الطغيان والظلم وتجلى ذلك واضحا في نضالها ضد المستعمر الفرنسي فقد كانت دوما نقطة ساخنه لسنوات متعددة قبل جلاء المستعمر الفرنسي حيث لم تكن دوما فقط تقاوم العدو الفرنسي في دوما وفي الغوطة بل تعدى دورها إلى إمداد ثوار حارات الشام بالسلاح والعتاد وفي كثير من الأوقات إمدادهم بالثوار لمساندتهم في دمشق.
وكثيرا ما كان يستعمل المستعمر الفرنسي سلاح الطيران لضرب الثوار في بساتين ومزارع الغوطة وضربهم حتى في المدن.
تأجج الكفاح المسلح في الغوطة بشكل عام وفي دوما بشكل خاص بعد حادثة تعرض مدينة سقبا لإعتداءات المحتل الفرنسي حيث قام بعض الجنود بأسر فتاتين من مدينة سقبا فآثروا الموت على تدنيس شرفهم فقاموا بالإنتحار فعلم الناس بذلك مما أدى إلى ثورة غضب عارمة مسلحة في كل الغوطة وتنادى الناس لحمل السلاح والكفاح ضد المستعمر الفرنسي.
بدأ الثوار بمدينة دوما بمجموعة مكونة من 450 مسلح حيث كانوا يقومون بعمليات كر وفر وهجمات على معسكرات العدو الفرنسي ثم ازدادت الأعداد بقدوم الثوار من كل قرى ومدن الغوطة للقيام بعمليات مسلحة ضد المحتل الفرنسي.
في 14 تشرين الأول 1925 هاجم الثوار بقيادة رمضان شلاش القوات الفرنسية المتمركزة في دوما، وأحرقو دار الحكومة القديمة وأثاثها وسجلاتها، كما أحرقوا قسم الشرطة في البلدة وفي 21 تشرين الأول 1925 أسر الثوار الدوامنة رئيس قسم الشرطة في دوما كما أسروا جميع من كان معه من عناصر الشرطة، الأمر الذي دفع الفرنسيين للدخول إلى دوما بقوة كبيرة ولتتمركز في دار الجوبراني في منطقة النقطة، الواقعة شرقي دوما. وفي 28 من نفس الشهر شن الثوار هجوماً على هذه القوة الفرنسية واشتبكوا معها في قتال عنيف، استمر من الصباح الباكر حتى الظهر، سقط على أثره عدد من الفرنسيين. ولما شعرت القيادة الفرنسية بالضعف استجدت بالطائرات لتقصف مواقع الثوار والمناطق الحساسة في دوما. وبالفعل قامت المدفعية والطائرات بهذه المهمة فجرح أو سقط من جراء ذلك عدد من الثوار وهو الأمر الذي اضطرهم أخيراً للانسحاب إلى الغوطة .

### القرن الحادي والعشرين
في الثورة السورية عام 2011، كانت دوما نقطة اشتعال رئيسة، وشهدت العديد من المظاهرات السِّلمية المُناوئة لنظام البعث والرئيس بشار الأسد، واشتباكات مسلَّحة مع قوَّات الجيش السوري والأمن في المراحل الأولى من الصراع.
في 30 يناير 2012، سيطر الجيش السوري على المدينة بعد معركة دوما، وهي عملية كبيرة على جماعات المعارضة المسلَّحة في محافظة ريف دمشق.

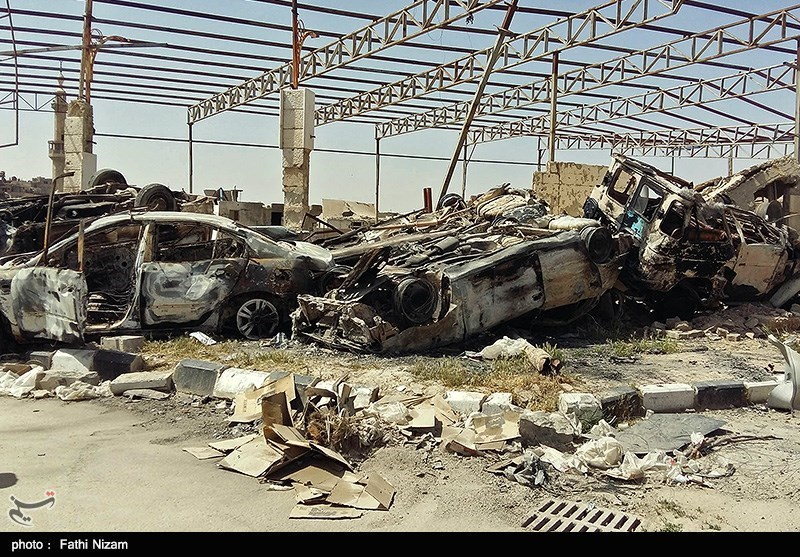
مركبات محترقة في دوما بعد القصف الجوي على المدينة.

في 29 يونيو 2012، اتُّهم الجيش السوري بارتكاب مجزرة في دوما، راح ضحيتها أكثر من 50 شخصًا.
اعتبارًا من 18 أكتوبر 2012، سيطر الجيش السوري الحرُّ على معظم مناطق المدينة. واستمرَّ القتال والقصف في البلدة.
كانت دوما المدينة الرئيسة في حصار الغوطة الشرقية الذي بدأ في أبريل 2013، ممَّا أدَّى إلى عزل 400 ألف شخص في مساحة 100 كيلومتر مربع. وتمكنت قوافلُ المساعدات التابعة للأمم المتحدة والصليب الأحمر من الوصول إلى دوما بالموادِّ الغذائية والإمدادات مرَّة واحدة في عام 2018.
في مذبحة سوق دوما عام 2015، تعرَّضت المدينة لهجوم بصواريخ أرض- أرض تابعة للجيش السوري، أسفر عن قتل ما لا يقل عن 50 شخصًا وفِقدان عدد آخر.
في 25 ديسمبر 2015 استُشهد الشيخ زهران عَلُّوش قائد جيش الإسلام وأحد رموز الثورة السورية عمومًا، وأحد أعلام مدينة دوما، وعُدَّ استشهاده خسارةً كبيرة في صفوف الثورة السورية.
في أوائل عام 2018، كان الفصيل المتمرِّد الرئيس في المدينة هو جيش الإسلام، مع ما يقدَّر بنحو عشرة آلاف إلى خمسة عشر ألف مقاتل في المنطقة.
في 7 أبريل 2018، وقع هجوم كيميائي في مدينة دوما. قبل هذا الحادث، تعرَّضت دوما لحمَلات قصف على مدى أربعة أشهر في عام 2018، حين كثَّفت القوات الجوِّية السورية قصفها الجوِّي قبل شنِّ هجوم برِّي. أمَّا الحادث الأخير الأكثر دموية، وَفقًا للمسعفين وعمال الإنقاذ، فقد وقع عندما أسقطت أسطوانة غاز صناعية صفراء على شُرفة أحد المباني السكنية. وجاء استسلام المعارضة بعد يوم واحد.
في سبتمبر 2018، أصدرت لجنة التحقيق التابعة للأمم المتحدة بشأن سوريا تقريرًا يشير إلى وقوع العديد من الهجَمات الجوية في دوما طوال يوم 7 أبريل (نيسان)، وضربت مناطقَ سكنية مختلفة. تشير مجموعة كبيرة من الأدلة التي جمعتها اللجنة إلى أنه في الساعة 7:30 مساءً، ضربت أسطوانة غاز تحتوي على الكلور، ألقتها طائرة مروحية، مبنًى سكنيًّا متعدد الطوابق يقع على بعد حوالي 100 متر جنوب غرب ساحة الشهداء. وتلقت اللجنة معلومات عن مقتل ما لا يقل عن 49 شخصًا وإصابة ما يصل إلى 650 آخرين. ومع ذلك، امتنعت اللجنة عن استخلاص استنتاجات نهائية بشأن الأسباب الدقيقة للوفاة، ولا سيَّما ما يتعلق بالاستخدام المحتمل لعوامل إضافية إلى جانب الكلور الذي ربما سبَّب أو أسهم في الوَفَيات والإصابات. ونتيجة للهجوم، نُفيَ المتمرِّدون والمدنيون المحليون قسرًا إلى شمال سوريا. ووُقِّعَت اتفاقيات تهجير قسري مماثلة في مناطقَ مختلفة من سوريا.
في 7 ديسمبر 2024 حُرِّرت مدينة دوما من نظام الأسد الاستبدادي، لتلتحق بمدن حِمص وحماة وحلب وإدلب.

## المناخ
مناخ دوما هو مناخ بارد شبه جاف (تصنيف كوبن للمناخ BSk).
| البيانات المناخية لـدوما          | البيانات المناخية لـدوما | البيانات المناخية لـدوما | البيانات المناخية لـدوما | البيانات المناخية لـدوما | البيانات المناخية لـدوما | البيانات المناخية لـدوما | البيانات المناخية لـدوما | البيانات المناخية لـدوما | البيانات المناخية لـدوما | البيانات المناخية لـدوما | البيانات المناخية لـدوما | البيانات المناخية لـدوما | البيانات المناخية لـدوما |
| الشهر                             | يناير                    | فبراير                   | مارس                     | أبريل                    | مايو                     | يونيو                    | يوليو                    | أغسطس                    | سبتمبر                   | أكتوبر                   | نوفمبر                   | ديسمبر                   | المعدل السنوي            |
| --------------------------------- | ------------------------ | ------------------------ | ------------------------ | ------------------------ | ------------------------ | ------------------------ | ------------------------ | ------------------------ | ------------------------ | ------------------------ | ------------------------ | ------------------------ | ------------------------ |
| متوسط درجة الحرارة الكبرى °م (°ف) | 12.1 (53.8)              | 14.0 (57.2)              | 18.1 (64.6)              | 22.9 (73.2)              | 28.5 (83.3)              | 33.3 (91.9)              | 35.5 (95.9)              | 35.6 (96.1)              | 32.1 (89.8)              | 26.8 (80.2)              | 19.8 (67.6)              | 14.0 (57.2)              | 24.4 (75.9)              |
| المتوسط اليومي °م (°ف)            | 6.8 (44.2)               | 8.1 (46.6)               | 11.5 (52.7)              | 15.4 (59.7)              | 20.1 (68.2)              | 24.2 (75.6)              | 26.0 (78.8)              | 26.0 (78.8)              | 22.8 (73.0)              | 18.5 (65.3)              | 12.9 (55.2)              | 8.5 (47.3)               | 16.7 (62.1)              |
| متوسط درجة الحرارة الصغرى °م (°ف) | 1.5 (34.7)               | 2.3 (36.1)               | 4.9 (40.8)               | 8.0 (46.4)               | 11.7 (53.1)              | 15.1 (59.2)              | 16.6 (61.9)              | 16.5 (61.7)              | 13.5 (56.3)              | 10.2 (50.4)              | 6.1 (43.0)               | 3.1 (37.6)               | 9.1 (48.4)               |
| الهطول مم (إنش)                   | 33 (1.3)                 | 39 (1.5)                 | 20 (0.8)                 | 13 (0.5)                 | 7 (0.3)                  | 0 (0)                    | 0 (0)                    | 0 (0)                    | 0 (0)                    | 8 (0.3)                  | 25 (1.0)                 | 40 (1.6)                 | 185 (7.3)                |
| المصدر: Climate-Data.org          |                          |                          |                          |                          |                          |                          |                          |                          |                          |                          |                          |                          |                          |

## المعالم

### المساجد
- الجامع الكبير وقد مر بناؤه بثلاث مراحل:

1. المرحلة الأولى: بناؤه في عام 531هـ/1136م كان في بنائه القديم في الجدار الشمالي لصحن الجامع، وعلى علو بضعة أمتار، حجر عليه كتابة تاريخية جاء فيها ما يلي: «بسم الله الرحمن الرحيم إنما يعمر مساجد الله من آمن با لله واليوم الآخر». هذا ما أوقفه وحبسه وتصدق به ملك الأمراء إلب طغرادكين بهلوان جهان محمود بن بوري بن أتابك حسام أمير المؤمنين. لعنة الله على من بدل أو غير القطعتين الأرض المتلاصقتين شرقي الجسر في شهور سنة أحد وثلاثين وخمس مئة على مسجد دوما.
2. المرحلة الثانية: توسيعه وتجديده في عام 1900م. كان هذا الجامع صغيراً بسيطاً بقدر حاجة دوما إليه في ذلك الوقت، ولما اتسع عمرانها وازداد عدد سكانها، أراد الدومانيون توسيعه فتشكلت لجنة خاصة لتوسيع الجامع وتجديده، وكانت الجنة برئاسة (صالح طه)رئيس مجلس المدينة، وقد جمعت هذه اللجنة بعض التبرعات من الناس. وبدأ العمل بالهدم والتوسيع، وخلال ذلك عثر العمال على جرة صغيرة ملئت نقوداً ذهبية أثرية تعود للعهد الروماني، فأنفق القائمون عليه وقتئذ ثمن هذه النقود في سبيله فبرز بشكله المحمود
3. المرحلة الثالثة: هدمه وتوسيعه وبناؤه بتخطيط جديد. هدمت وزارة الأوقاف البناء القديم عام 1983م، ووسعت رقعته كثيراً، وأعادت بناءه بمخطط جديد فجاء آية في الروعة والجمال.

- جامع الريس: بني هذا الجامع عام 1188 هـ/1774م وهو منسوب للشيخ محمد بن يحي بن بكر الريس المغربي الأصل.

- جامع زين: وهو بجانب الحمام الصغير، كتب على لوحة حجرية فوق مدخله ما يلي: «بسم الله الرحمن الرحيم إنما يعمر مساجد الله من آمن با لله واليوم الآخـر. أوقف هذا المسجد الفقير زين السليك البتواني 1300هجرية». وهو العام الذي يوافق 1882 ميلادي.

- جامع الآغا: بني هذا الجامع عام 1311هـ/1893م نسبة للآغا مصطفى الشيشكلي جد وديع الشيشكلي.

- جامع الشيخ علي: أوقف هذا الجامع الشيخ علي الطيار المغربي سنة 1898

- جامع حسيبة: أوقفته امرأة متدينة وهي حسيبة بنت أحمد عدنان من عائلة عدس سنة 1925 ميلادي.

### الأحياء
- حي الشمس: وهو حي قديم يقع في الجهة الشمالية من البلدة، وهو أكبر الأحياء من حيث عدد السكان لكنه أخفضها من حيث مستوى المعيشة،

- حي القصارنة: .يقع هذا الحي في الجهة الشمالية الغربية من دوما، وهو أصغر الأحياء سكاناً ومساحة. أصل القصارنة من قرية كانت موجودة في منطقة القصير، وكانوا قد نزحوا إلى دوما نتيجة نهبهم وظلمهم من البدو، فسكنوا الحي الذي سمي باسمهم (القصارنة نسبة للقصير).

- حي الشرقية: يقع هذا الحي في شرقي البلدة وبجانبه حارة العرب، وهو من أكبر الأحياء بعد حي الشمس من حيث عدد السكان، ويتألف سكانه الأساسيون من قسمين رئيسيين: الإيرانيون جاؤوا دوما عام 1000هـ/1561م، وأهالي الدوير، تعرض أهلها لاعتداءات الأعراب البدو عام 1805م، فهرب أهلها إلى دوما وسكنوا حي الشرقية.

- حي الساحة: وهو حي حديث نسبياً، يقع في القسم الجنوبي والقسم الجنوبي الغربي من البلدة، ويتصف بأن شوارعه منتظمة ومستقيمة

## السياحة والآثار
تضم دوما مجموعة من المعالم الأثرية من أبرزها الجامع الكبير وجامع الريس وجامع زين والحمام الصغير والحمام الكبير والنصب التذكاري الذي يحمل اسم قبة العصافير والذي شُيد لتبريك ذكرى تاريخية وهي هزيمة جيش المغول في ضواحي دوما إضافة إلى الخانات ومنها خان عياش والدور القديمة منها دار الحاج حسين الذي بني على الطراز الدمشقي القديم وفيها قاعات ذات نقوش وزخارف عربية أثري.
في عام 1950 م حضر إلى دومة سائحون يحملون أدلة مكتوبة ومخطوطات وزاروا الجامع الكبير، وسألوا عن مقام النبي إلياس. وقد دلت أبحاثهم على أنه كان يوجد نفق كبير تحت الجامع وله مدخل من الحارة الشمالية الشرقية من الجامع الذي كان بالأصل هذا المعبد.
النبي إلياس (إيليا) 853 ق م من أنبياء إسرائيل، حارب العبادات الوثنية، فنفي إلى صيدا في لبنان، ثم نزح إلى سورية وسكن جوبر، وكانت قرية جوبر مركزاً لليهودية، وكان كنيسها مقراً للنبي إلياس وتلميذه النبي اليشاع –اليسع-. ثم أخذ النبي إلياس يتردد إلى دومة للتوجيه الديني، حيث كان له معبد في دومة في منطقة الجامع الكبير، دخل بعض الدوميون في الديانة اليهودية، وبقي بعضهم يعبد الشمس، وعندما توفي أقيم له مقام في المعبد شمالي المنبر، المعزبة الثالثة إلى جهة الشرق في قبو الجامع.
في عام 64م اكتسح الرومان بلاد الشام، وأصبحت سورية إقليماً رومانياً. ومما ساعد على انتشار المسيحية في بلاد الشام أن الرومان كانو يضطهدون اليهود كثيراً.
وكان بنو تغلب الذين يسكنون دومة آنئذ مسيحين وهم أرثوذكس. كان الجامع الكبير في عهد الآراميين معبداً لعبادة الشمس، وعندما جاء الرومان أصبحت الديانة اليهودية تمارس سراً إلى جانب هذا المعبد، ثم جاء بنو تغلب المسيحيون فبنوا في مكان هذا المعبد كنيسة مسيحية، وديراً وفندقاً للغرباء.

## المرافق والخدمات
تشتهر مدينة دوما بكونها منطقة سياحية ومحافظة لريف دمشق، ولاحظتِ المدينة في السنوات الأخيرة تضخّمًا سكانيًا؛ نظرًا لازدهار التجارة فيها. تتميز مدينة دوما بتاريخها العريق، فهي تُعتبر من أقدم المدن في المنطقة، بالإضافة إلى الآثار التاريخية التي تحتويها. تُعتبر مدينة دوما مرتعًا للاجئين، كالفلسطينيين والعراقيين واللبنانيين؛ وذلك لموقعها المُتميِّز الذي يتمحور بالقرب من العاصمة دمشق، ويضمُّ أكبر محافظة سورية.
دوما مدينة صناعية زراعية وبها العديد من المصانع والمعامل في مختلف الصناعات الحديثة، إضافة إلى الصناعات التقليدية، ويشتهر ريفها بزراعة أشجار الفواكه المختلفة، مثل العنب المعروف بـ«العنب الدوماني» وغيرها من الثمار، وتنتشر في المدينة كافة المرافق العامة، مثل المراكز الاجتماعية والصحية والمستشفيات ومراكز الخدمات بكل أنواعها، وإضافة إلى عراقة مدينة دوما فهي اليوم مدينة حديثة تمتد في جنباتها المناطق السكنية الحديثة. وفي دوما كافة الاحتياجات الأساسية والكمالية للناس، ولا يضطر المقيم في دوما أن يذهب إلى أي مكان آخر لاقتناء حاجياته.
أصبحت مدينة دوما مزدحمة جدًا في الفترة الأخيرة نتيجة للتزايد السكاني بشكل غير مسبوق، بحيث يتضح للزائر كثرة الإنجاب، وتحوي مدينة دوما بعض الجاليات بها من فلسطين والعراق وبعض أهالي دمشق الهاربين من غلاء أسعار العقارات في العاصمة، لكن الغرباء يبقون أقلية في مقابل أهل المدينة الأصليين، ويرجعه المختصون أيضًا إلى طبيعة أهالي المدينة وتمسكهم ببعض العادات كغطاء الوجه للنساء مثلًا.